# Maria H. Dettenhofer
Maria H. Dettenhofer (* 21. Juli 1960 in Münchberg; † 2. Oktober 2016) war eine deutsche Althistorikerin.

## Werdegang
Maria H. Dettenhofer studierte von 1979 bis 1985 Anglistik und Geschichte an der Universität München (LMU). 1985 legte sie das Erste Staatsexamen in den Fächern Englisch, Geschichte, Psychologie und Pädagogik für das Lehramt an Gymnasien ab. Ein Jahr später folgte der Abschluss als Magister Artium in Alter Geschichte, Neuerer Geschichte und Englischer Sprachwissenschaft. Von 1987 bis 1990 war sie Stipendiatin der Graduiertenförderung der Konrad-Adenauer-Stiftung. Im Jahr 1990 wurde Dettenhofer in München mit der Arbeit Perdita iuventus. Zwischen den Generationen von Caesar und Augustus promoviert. Betreuer und erster Gutachter war Christian Meier. Es folgte bis 1992 eine Anstellung als Wissenschaftliche Mitarbeiterin am Institut für Alte Geschichte der LMU. Anschließend war sie bis 1996 Postdoktorandenstipendiatin der DFG und Forschungsstipendiatin der Gerda Henkel Stiftung. 1997 habilitierte sie sich in München zum Thema Herrschaft und Widerstand im augusteischen Principat. Die Konkurrenz zwischen Res publica und domus Augusta. Nach einigen Jahren als Privatdozentin wurde Dettenhofer 2004 in München der Titel einer außerplanmäßigen Professorin verliehen.
Im Sommersemester 2004 war sie zudem Gastprofessorin für Gender Studies an der Universität des Saarlandes in Saarbrücken. Seit dem Wintersemester 2008/09 lehrte sie als wissenschaftliche Mitarbeiterin an der Universität Erlangen. Zudem war sie im Wintersemester 2008/2009 als Gastwissenschaftlerin an der Bielefeld Graduate School in History and Sociology mit dem Projekt Europäische und Chinesische Antike im Vergleich tätig.
Schwerpunkt in Dettenhofers Arbeit war die Römische Geschichte, vor allem die Republik und der frühe Prinzipat. Im Bereich der Griechischen Geschichte beschäftigte sich Dettenhofer mit Sparta sowie mit Gesellschaftsmodellen und Verfassungsutopien der klassischen sowie der hellenistischen Epoche. Hinzu kam das Interesse für antike Sozialgeschichte mit besonderer Berücksichtigung der Geschlechtergeschichte. Zudem rief Dettenhofer ein interdisziplinäres Projekt zu interkulturellen Studien zur Europäischen und Chinesischen Antike ins Leben, das sie erstmals 2002 in Zusammenarbeit mit dem Goethe-Institut Hongkong in China realisierte. Dem folgten zahlreiche Engagements in China. Daneben arbeitete sie für das Zweite Deutsche Fernsehen sowie den Deutschlandfunk und war bis Juni 2008 Fachgebietsherausgeberin für den Bereich der Alten Geschichte (19./20. Jahrhundert) für den sechsten Supplementband Geschichte der Altertumswissenschaften. Biographisches Lexikon des Neuen Pauly.
Als Altstipendiatin gehörte Dettenhofer dem Auswahlausschuss der Konrad-Adenauer-Stiftung an.

## Schriften (Auswahl)
Monographien
- Perdita iuventus. Zwischen den Generationen von Caesar und Augustus (= Vestigia. Band 44). Beck, München 1992, ISBN 3-406-35856-X (Teilweise zugleich: München, Universität, Dissertation, 1990).
- Herrschaft und Widerstand im augusteischen Principat. Die Konkurrenz zwischen Res publica und domus Augusta (= Historia. Einzelschriften. Band 140). Steiner, Stuttgart 2000, ISBN 3-515-07639-5.

Herausgeberschaften
- Reine Männersache? Frauen in Männerdomänen der antiken Welt. Böhlau, Köln u. a. 1994, ISBN 3-412-08693-2.

Aufsätze
- Eine neue Chance für die Basisdemokratie? Denkanstöße aus dem klassischen Athen. In: Alexander Siedschlag u. a. (Hrsg.): Elektronische Demokratie und virtuelles Regieren. Opladen 2001, ISBN 3-8100-3309-X, S. 93–102.
- Die Wahlreform des Tiberius und ihre Auswirkungen. In: Historia 51, 2002, S. 349–358.
- Wahlkampf als Normalfall. Die Römische Republik. In: Einsichten und Perspektiven. Bayerische Zeitschrift für Politik und Geschichte 2008, S. 116–129.
- Eunuchs, Women, and Imperial Courts. In: Walter Scheidel (Hrsg.): Rome and China. Comparative Perspectives on Ancient World Empires. Oxford 2009, ISBN 978-0-19-971429-2, S. 83–99.
- Das Römische Reich und das China der Han-Zeit. Ein Strukturvergleich. In: Geschichte in Wissenschaft und Unterricht 61, 2010, S. 171–181.
- Verweigerung als Form der Abstimmung oder: Von der Ausnahme zur Regel. Das Senatsquorum von der mittleren Republik bis zum frühen Prinzipat. In: Egon Flaig (Hrsg.): Genesis und Dynamiken der Mehrheitsentscheidung (= Schriften des Historischen Kollegs. Kolloquien. Band 85). München 2013, ISBN 978-3-486-71860-7 (Digitalisat), S. 153–172.